# Louis Perrier
Frédéric François Louis Perrier (más conocido como Louis Perrier; Neuchâtel, 22 de mayo de 1849 – Berna, 16 de mayo de 1913) fue un arquitecto y político suizo, miembro del Partido Radical Democrático (PRD). Proyectó numerosas estaciones de ferrocarril y otros edificios públicos. Tras ejercer diversos cargos políticos a escala municipal y cantonal, en 1902 fue elegido diputado en el Consejo Nacional. En 1912 fue elegido Consejero Federal, pero falleció tras permanecer apenas trece meses en el cargo.

## Biografía

### Familia, estudios y carrera
Hijo del arquitecto Louis-Daniel Perrier y de Cécile Dardel, se crio en Neuchâtel. En 1868 comenzó los estudios de Arquitectura en la Universidad Técnica de Stuttgart, que finalizó tres años más tarde con un diploma de la Escuela Politécnica Federal de Zúrich. Inició su trayectoria profesional trabajando con su padre, y participó en la construcción de la sede de la Oficina Internacional de Pesas y Medidas de Sèvres, cerca de París, entre 1878 y 1879.
Más adelante se hizo autónomo y se le encargaron numerosos proyectos de edificios públicos. Entre ellos, la oficina de correos de La Chaux-de-Fonds, el hospital de Saignelégier, la Universidad de Neuchâtel, el cuartel de Colombier y las escuelas de Les Verrières y Marin. También proyectó la estación de ferrocarril de Le Locle y todas las estaciones de la línea del Broye entre Lyss y Palézieux. Asimismo, fue jefe de obra de la línea de tranvía Neuchâtel-Boudry y de la conducción de agua desde las gargantas del Areuse hasta Neuchâtel. Perrier, que permaneció soltero toda su vida, también hizo carrera militar: en 1896 fue ascendido a coronel y estuvo al mando de las tropas de ingenieros del I Cuerpo de Ejército, y de 1902 a 1906 fue comandante de la fortaleza de Saint-Maurice.

### Política cantonal y federal
El inicio de su carrera política fue relativamente tardío: en 1888 fue elegido miembro del Consejo General, el órgano legislativo de la ciudad de Neuchâtel, por el Partido Radical Democrático (PRD). Fue miembro de este órgano hasta 1891 y, posteriormente, desde 1894 hasta 1903. En las elecciones federales de 1902 obtuvo un escaño en el Consejo Nacional. En 1903, también fue elegido miembro del Consejo de Estado de Neuchâtel, donde estuvo al frente del Departamento de Obras Públicas. Uno de los proyectos que supervisó fue la restauración del castillo de Neuchâtel. En el Consejo Nacional se ganó la reputación de ser una persona especialmente competente.
Tras conocerse la dimisión del Consejero Federal Robert Comtesse, un grupo de parlamentarios de la Suiza francófona propusieron el nombre de Perrier para sucederle. Los periódicos liberales lo presentaban como un hombre afable, inteligente y culto que podría ser un buen gestor público dado su carácter sociable, su fuerza de voluntad, su experiencia y su determinación. Su único adversario de peso fue el antiguo Consejo Federal Adrien Lachenal, que quiso volver a presentarse trece años después de su dimisión, aunque finalmente retiró su candidatura. El 12 de marzo de 1912, la Asamblea Federal eligió a Perrier como Consejero Federal, tras imponerse en la primera vuelta con 160 de los 192 votos válidos. El profesor Eugène Borel (hijo del Consejero Federal homónimo) obtuvo once votos, y el resto de candidatos, veintiún votos; hubo veintiuna papeletas en blanco.
Perrier tomó posesión de su cargo el 15 de abril de 1912 y asumió la dirección del Departamento de Correos y Ferrocarriles. Defendió la adquisición de las compañías ferroviarias privadas para crear una red de titularidad estatal, ya que consideraba que era tanto un imperativo racional como un catalizador de la unidad confederal. A principios de 1913 se trasladó al Departamento del Interior y empezó a redactar una ley relativa a la explotación de la energía hidroeléctrica, que regulaba los derechos respectivos de las comunas, los cantones y la Confederación, y en la que demostró una gran competencia técnica y una temprana conciencia ecológica. Sin embargo, no pudo ver culminados estos grandes proyectos políticos, ya que poco más de cinco meses después falleció repentinamente tras una corta enfermedad. Es, hasta la fecha, el Consejero Federal con el mandato más breve.